# Čiatura
Čiatura (gruzínsky: ჭიათურა) je hornické město nacházející se v Imeretii, středozápadním kraji Gruzie. Ve městě se nachází jedny z největších nalezišť manganu na světě.

## Popis
Čiatura se nachází na březích řeky Kvirily, vtěsnané do údolí mezi hřebeny úpatí Velkého Kavkazu. Díky své poloze a blízkosti subtropických nížin zde vládne horké suché léto a vlhká a mírná zima.
Mezi zdejší památky se řadí katedrála Mgvimevi z 10. století. Město je poměrně odlehlé a se zbytkem země je spojené železničním koridorem ze Zestaponi. V dřívějších dobách žilo v Čiatuře až 30 tisíc obyvatel, nyní však jejich počet prudce klesl na pouhých necelých 14 tisíc. Ve městě sídlí jedna z fakult Gruzínské technické univerzity.

## Historie
Oblast byla osídlena už od pravěku, pozůstatky byly nalezeny v jeskyni Dzudzuana a v dalších jeskyních se v průběhu raného středověku ukrývali uprchlíci z nížin před arabskými nájezdníky.

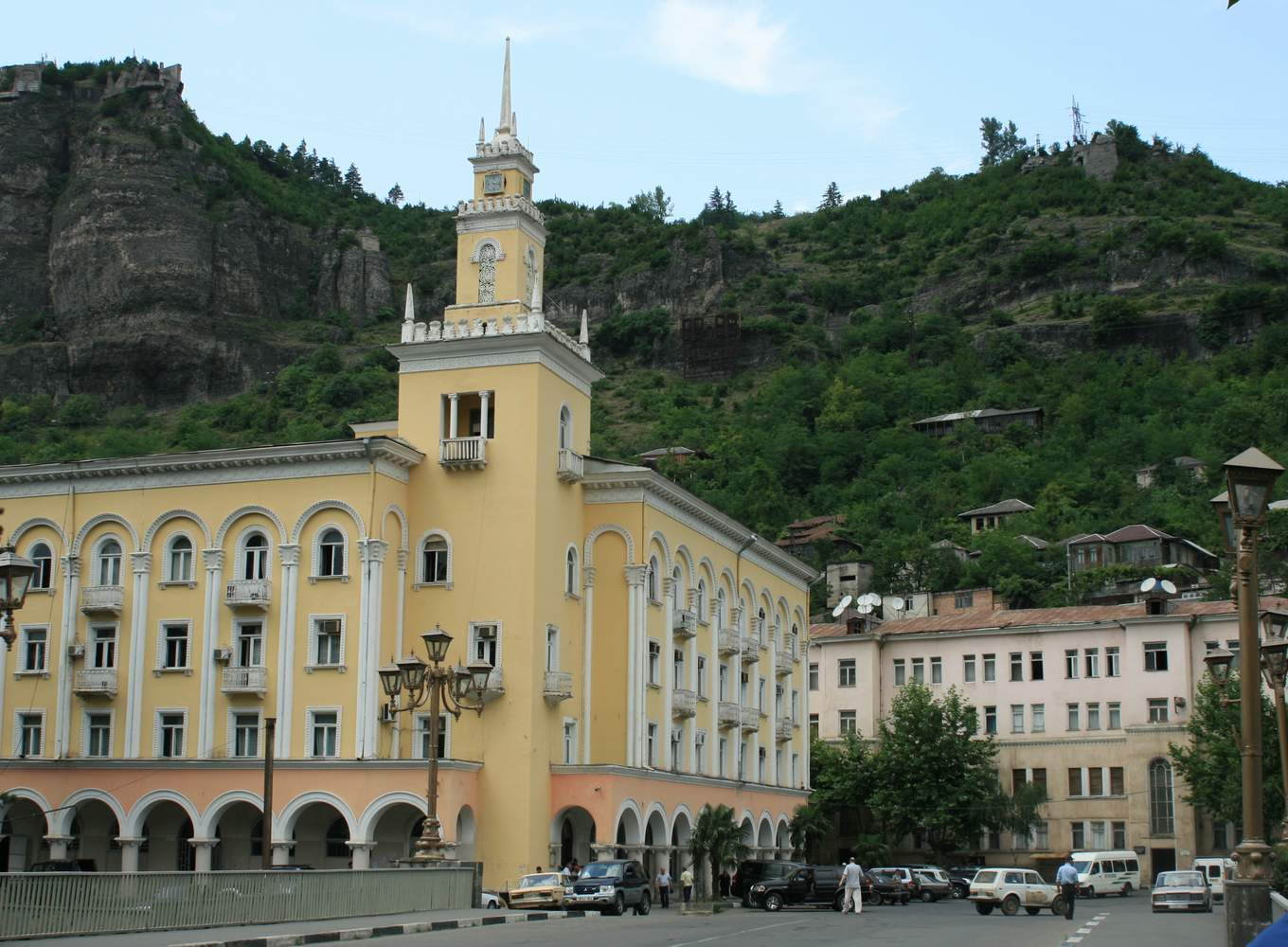
Centrum Čiatury

Toto místo nabylo na významu v roce 1849, když zde byla objevena bohatá ložiska manganové rudy, a roku 1879 bylo založeno moderní město, které rychle rostlo, a zahájena těžba. V té době tvořil mangan z Čiatury více než polovinu světové produkce. Práce v dolech však byla velmi namáhavá a horníci byli často vykořisťováni nízkou mzdou, 18hodinovou pracovní dobou, naprosto otřesnými sociálními podmínkami a žádnými právy. Situace vyvrcholila lidovými bouřemi v roce 1905 a 55denní generální stávkou v roce 1913, kdy požadovali zvýšení mezd a zkrácení pracovní doby, čemuž nakonec bylo vyhověno.
V době Gruzínské SSR ve městě pokračovala těžba manganových rud. Přestože zde měly sovětské úřady největší podporu ze všech gruzínských měst, vypukly těžké boje při povstání v roce 1924 také zde a byly krvavě potlačené Rudou armádou. Po vyhlášení samostatnosti Gruzie začalo město i hornické odvětví velmi rychle upadat, což se projevilo snížením počtu obyvatel téměř na třetinu a zchátráním četných hornických panelových domů.

## Hospodářství

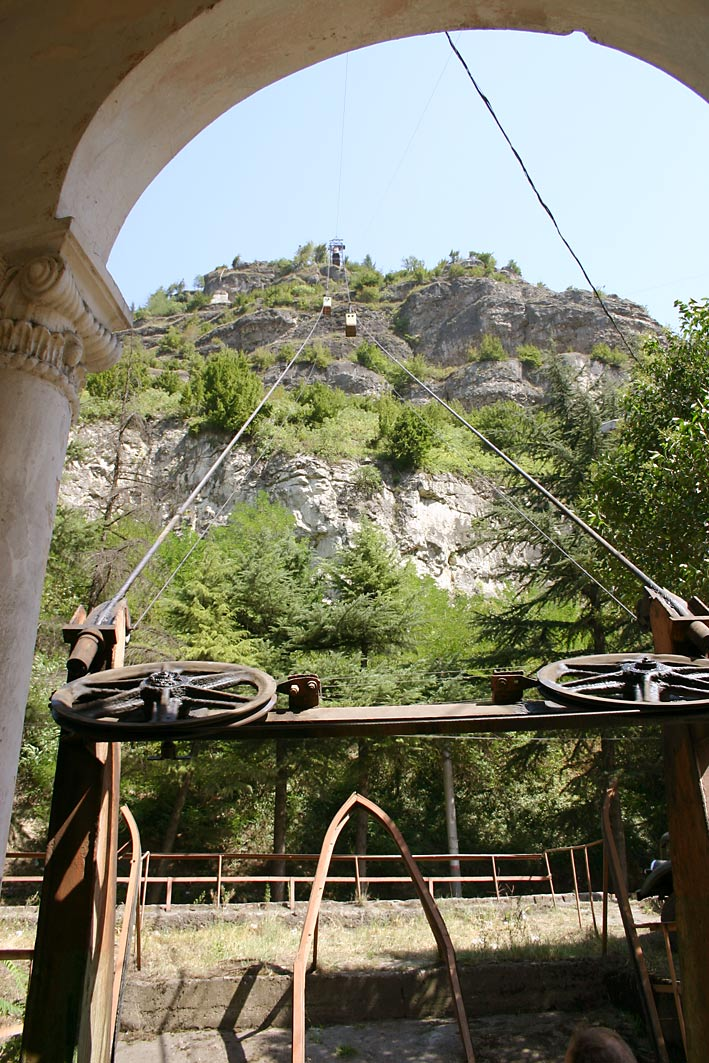
Lanová dráha vedoucí ke vstupu do čiaturského dolu

Město je známé pro své naleziště manganu. V současné době pracuje v dolech na jeho těžbu přes 3500 obyvatel města a další pracují v dolech, kde se těží železná ruda, nebo v lomech na těžbu mramoru.
Dopravu ve městě zajišťuje soustava lanových drah, vybudovaná v roce 1954, jež zjednodušila horníkům přístup na pracoviště, a autobusy. V roce 1964 bylo vybudováno trolejové vedení do sousedního města Sačchere.